# Diego Guerrero
Diego Guerrero (San Cristóbal, Táchira, Venezuela; 26 de junio de 1986) es un futbolista venezolano que juega como centrocampista y actualmente se encuentra sin equipo.

## Selección nacional
El mediocampista aurinegro vistió la Vinotinto en categorías menores, estando presente en las escuadras nacionales de las categorías sub-17, sub-20 y en la sub-21, con la cual disputó los Juegos del ALBA, en Cuba. Fue llamado por el profesor César Farías para el partido contra Costa Rica el 22 de diciembre de 2011: no llegó a jugar. Recibió un nuevo llamado para los partidos del 21 de enero de 2012 frente a EE. UU. y del 25 de enero de 2012 frente a México.

## Clubes
| Club                 | País      | Año       |
| -------------------- | --------- | --------- |
| Club Rapido de Bouza | España    | 2004      |
| Huracán Buceo        | Uruguay   | 2004      |
| Carabobo Fútbol Club | Venezuela | 2005      |
| Deportivo Táchira    | Venezuela | 2005-2009 |
| Monagas Sport Club   | Venezuela | 2009-2010 |
| Deportivo Táchira    | Venezuela | 2010-2013 |
| Deportivo La Guaira  | Venezuela | 2014-2015 |
| Atlético Venezuela   | Venezuela | 2015-2016 |

## Palmarés

### Campeonatos nacionales
| Título                        | Club              | País      | Año     |
| ----------------------------- | ----------------- | --------- | ------- |
| Primera División de Venezuela | Deportivo Táchira | Venezuela | 2007-08 |
| Torneo Clausura               | Deportivo Táchira | Venezuela | 2008    |
| Torneo Apertura               | Deportivo Táchira | Venezuela | 2010    |
| Primera División de Venezuela | Deportivo Táchira | Venezuela | 2010-11 |